# Genoa Cricket and Football Club 2024-2025 (femminile)
Questa voce raccoglie le informazioni riguardanti il Genoa Cricket and Football Club nelle competizioni ufficiali della stagione 2024-2025.

## Stagione
Rinforzatosi con gli innesti estivi, il Genoa si dimostra fin da subito tra le dirette pretendenti alla promozione.
Dalla quarta giornata in poi risulterà sempre oscillare tra la terza e la quarta posizione, contendendosi l'ultimo slot utile per la Serie A insieme al Bologna.
Nel girone di andata il Genoa si rivela il miglior attacco del torneo, nonché la seconda miglior difesa a pari merito con la Ternana Women, chiudendo la prima tornata della stagione con 5 punti di vantaggio sulle avversarie felsinee, e con lo scontro diretto vinto 1-0 grazie alla rete di Bargi alla quinta giornata.
Le rossoblù conserveranno il terzo posto ininterrottamente dalla 12ª alla 25ª giornata, mentre in occasione della 26ª, a causa della sconfitta per 1-0 rimediata a Parma, perderanno provvisoriamente lo slot per la promozione. Alla 27ª giornata, vincendo 0-2 in casa della San Marino Academy, in contemporanea alla caduta casalinga del Bologna per mano della Ternana al 100' (2-3), ritorneranno definitivamente al terzo posto.
La promozione matematica sopraggiunge l'11 maggio 2025, quando per l'ennesima volta Genoa e Bologna si trovavano ex aequo in classifica: nel corso della trasferta a Cologno al Serio contro l'Orobica, il Genoa vince 0-1 grazie al gol di Giorgia Bettalli al 48'. Contestualmente per la Serie A aritmetica era necessario che le bolognesi perdessero a Cesena: cosa che accadrà al 92', grazie alla rete del 2-1 bianconero firmata da Beatrice Calegari.
Al termine di Cesena-Bologna manca ancora un minuto nel Bergamasco perché le genoane possano cominciare la festa promozione.
L'ultima gara casalinga della stagione coinciderà poi con la festa finale, presso lo Stadio La Sciorba di Genova, il 18 maggio in occasione di Genoa-Arezzo 3-3.
Nel corso della stagione 2024-2025 della società genovese, le calciatrici Giada Abate, Giorgia Bettalli e Sara Lucafò hanno toccato quota 100 presenze in rossoblù, mentre Alice Campora (e la società stessa) hanno superato quota 150.
Con 71 gol segnati risulta infine essere la la stagione più prolifica nella storia della sezione femminile del Genoa, nonché è stato eguagliato il record societario - tra maschile e femminile - di 11 vittorie esterne in campionato, risalente agli uomini del Genoa 1922-1923.

## Divise e sponsor
Il completo da gioco riprende grafia e abbinamento di colori della squadra maschile del Genoa. Il main sponsor è, contrariamente a quello dei colleghi, Nasca Portofino, mentre lo sponsor tecnico, fornitore del materiale tecnico, è Kappa.
| Casa | Trasferta |

## Organigramma societario

### Staff tecnico
Area tecnica
- Allenatore: Fabio Fossati
- Allenatore in seconda: Simone Zullo
- Direttore sportivo: Marta Carissimi
- Preparatore dei portieri: Dimitri Ostorero
- Preparatore atletico: Giuseppe Morelato e Jonathan Proietti
- Team Manager: Manuel Scalese
- Match analyst: Marco Marino

Area sanitaria
- Responsabile Sanitario: Gian Maria Vassallo e Matteo Guelfi
- Fisioterapisti: Francesco Orlando, Ottavia Maffei and Erica Dellisanti
- Nutrizionisti: Giacomo Carabello ed Elena Marchi

## Rosa
Rosa, ruoli e numeri di maglia tratti dal sito ufficiale, aggiornati al 1º febbraio 2025.
| N. |                   | Ruolo | Calciatrice         |
| -- | ----------------- | ----- | ------------------- |
| 1  | Italia (bandiera) | P     | Lisa Marchetti      |
| 2  | Malta (bandiera)  | D     | Emma Lipman         |
| 3  | Italia (bandiera) | D     | Martina Di Bari     |
| 4  | Italia (bandiera) | C     | Giorgia Bettalli    |
| 5  | Italia (bandiera) | C     | Giada Abate         |
| 8  | Italia (bandiera) | C     | Emma Errico         |
| 9  | Italia (bandiera) | A     | Claudia Ferrato     |
| 10 | Malta (bandiera)  | C     | Rachel Cuschieri    |
| 11 | Italia (bandiera) | A     | Alison Rigaglia     |
| 14 | Italia (bandiera) | C     | Anastasia Ferrara   |
| 15 | Italia (bandiera) | D     | Federica Di Criscio |
| 17 | Italia (bandiera) | C     | Arianna Acuti       |
| 19 | Canada (bandiera) | D     | Heidi Giles         |

| N. |                   | Ruolo | Calciatrice        |
| -- | ----------------- | ----- | ------------------ |
| 20 | Italia (bandiera) | A     | Alice Campora      |
| 21 | Italia (bandiera) | P     | Camilla Forcinella |
| 22 | Italia (bandiera) | A     | Caterina Bargi     |
| 23 | Italia (bandiera) | D     | Eleonora Oliva     |
| 25 | Italia (bandiera) | C     | Norma Cinotti      |
| 28 | Italia (bandiera) | D     | Lucrezia Parolo    |
| 30 | Italia (bandiera) | C     | Giulia Giacobbo    |
| 44 | Italia (bandiera) | D     | Chiara Mele        |
| 45 | Italia (bandiera) | A     | Alessandra Massa   |
| 71 | Italia (bandiera) | P     | Matilde Macera     |
| 74 | Italia (bandiera) | D     | Sara Lucafò        |
| 77 | Italia (bandiera) | A     | Asia Bragonzi      |

## Calciomercato

### Sessione estiva
| Acquisti | Acquisti               | Acquisti  | Acquisti   |
| R.       | Nome                   | da        | Modalità   |
| -------- | ---------------------- | --------- | ---------- |
| P        | Lisa Jasmine Marchetti | Cesena    | definitivo |
| D        | Martina Di Bari        | Napoli    | definitivo |
| D        | Federica Di Criscio    | Ternana   | definitivo |
| C        | Rachel Cuschieri       | Sampdoria | definitivo |
| C        | Anastasia Ferrara      | Roma      | prestito   |
| C        | Giulia Giacobbo        | Napoli    | prestito   |

| Cessioni | Cessioni                            | Cessioni        | Cessioni   |
| R.       | Nome                                | a               | Modalità   |
| -------- | ----------------------------------- | --------------- | ---------- |
| P        | Chiara Repetti                      | svincolata      |            |
| D        | Maria Fernanda Fernandez Betancourt | ChievoVerona FM | definitivo |
| D        | Lucrezia Gemma Maria Rossi          | svincolata      |            |
| C        | Martina Scuratti                    | Bologna         | definitivo |
| C        | Sara Tardini                        | Bologna         | definitivo |
| A        | Fabiana Costi                       | svincolata      |            |
| A        | Giulia Parodi                       | Spezia          | definitivo |

### Sessione invernale
| Acquisti | Acquisti      | Acquisti | Acquisti |
| R.       | Nome          | da       | Modalità |
| -------- | ------------- | -------- | -------- |
| C        | Norma Cinotti | Roma     | prestito |
| A        | Asia Bragonzi | Juventus | prestito |

| Cessioni | Cessioni | Cessioni | Cessioni |
| R.       | Nome     | a        | Modalità |
| -------- | -------- | -------- | -------- |
|          |          |          |          |

## Risultati

### Serie B

#### Girone di andata
| Arenzano 1º settembre 2024, ore 15:00 CEST 1ª giornata | Genoa          | 3 – 0 (tav.) referto | Vis Mediterranea | Stadio Nazario Gambino\| Arbitro: \| Pelaia (Pavia) \| |
| Arbitro:                                               | Pelaia (Pavia) |                      |                  |                                                        |

| Arbitro: | Dania (Milano) |

|                            |           |            |
| Giuliano 67’ Tamborini 78’ | Marcatori | 2’ Ferrara |

| Arbitro: | Bassetti (Lucca) |

|                                                                            |           |  |
| Bargi 5’, 20’, 24’, 87’ Acuti 26’, 34’ Federica Di Criscio 28’ Ferrato 80’ | Marcatori |  |

| Arbitro: | Paccagnella (Bologna) |

|                        |           |                                                    |
| Pinna 35’ Galbiati 47’ | Marcatori | 33’ Acuti 37’ (aut.) Ghisi 45’ Ferrara 74’ Campora |

| Arbitro: | Mariani (Livorno) |

|           |           |  |
| Bargi 75’ | Marcatori |  |

| Arbitro: | Bissolo (Legnago) |

|  |           |                       |
|  | Marcatori | 38’, 40’, 64’ Ferrato |

| Arbitro: | Scarano (Seregno) |

|  |           |           |
|  | Marcatori | 38’ Gomes |

| Arbitro: | Puntel (Tolmezzo) |

|                                   |           |                                          |
| Cuschieri 24’ (aut.) Cavallin 75’ | Marcatori | 9’, 30’, 58’ Acuti 34’ Ferrato 46’ Bargi |

| Arbitro: | Zadrima (Pistoia) |

|                        |           |  |
| Giacobbo 49’ Acuti 70’ | Marcatori |  |

| Arbitro: | Mascolo (Castellammare di Stabia) |

|              |           |                                                |
| Ikeguchi 55’ | Marcatori | 43’ Acuti 54’ Parolo 81’ Bettalli 90+2’ Errico |

| Arbitro: | La Luna (Collegno) |

|  |           |            |
|  | Marcatori | 12’ Kajzba |

| Arbitro: | Massari (Torino) |

|                                                                       |           |  |
| Bargi 46’, 65’, 74’ Campora 57’ Giacobbo 85’ Abate 89’ Bettalli 90+2’ | Marcatori |  |

| Arbitro: | Gambin (Udine) |

|  |           |               |
|  | Marcatori | 6’, 61’ Bargi |

| Arbitro: | Teghille (Collegno) |

|                       |           |  |
| Bargi 15’ Di Bari 43’ | Marcatori |  |

| Arbitro: | Cipolloni (Foligno) |

|                      |           |                       |
| Razzolini 42’ (rig.) | Marcatori | 32’ Bargi 87’ Ferrara |

#### Girone di ritorno
| Arbitro: | Rago (Moliterno) |

|  |           |                                                     |
|  | Marcatori | 11’ Giles 40’ (rig.) Bargi 74’ Ferrato 83’ Giacobbo |

| Arenzano 2 febbraio 2025, ore 14:30 CET 17ª giornata | Genoa          | 0 – 0 referto | Freedom | Campo sportivo Nazario Gambino\| Arbitro: \| Riahi (Lovere) \| |
| Arbitro:                                             | Riahi (Lovere) |               |         |                                                                |

| Arbitro: | Massari (Torino) |

|  |           |                                     |
|  | Marcatori | 18’ Bargi 52’ Cuschieri 67’ Ferrato |

| Arbitro: | Cipriano (Torino) |

|  |           |          |
|  | Marcatori | 51’ Ladu |

| Granarolo dell'Emilia 2 marzo 2025, ore 14:30 CET 20ª giornata | Bologna              | 0 – 0 referto | Genoa | Stadio Luciano Bonarelli\| Arbitro: \| Marchetti (L'Aquila) \| |
| Arbitro:                                                       | Marchetti (L'Aquila) |               |       |                                                                |

| Arbitro: | Iorfida (Collegno) |

|                                     |           |  |
| Cuschieri 50’ Cinotti 65’ Massa 81’ | Marcatori |  |

| Arbitro: | Traini (San Benedetto del Tronto) |

|                              |           |                  |
| Moraca 6’ (rig.), 17’ (rig.) | Marcatori | 48’ (rig.) Bargi |

| Arbitro: | Gallorini (Arezzo) |

|                  |           |             |
| Picchi 5’ (aut.) | Marcatori | 15’ Veritti |

| Arbitro: | Senes (Cagliari) |

|              |           |                         |
| Di Luzio 20’ | Marcatori | 2’ Acuti 37’ Di Criscio |

| Arbitro: | Mariani (Livorno) |

|                                        |           |  |
| Bargi 52’ (rig.), 69’, 85’ Ferrato 63’ | Marcatori |  |

| Arbitro: | Lotito (Cremona) |

|            |           |  |
| Lonati 52’ | Marcatori |  |

| Arbitro: | Carrisi (Padova) |

|  |           |                          |
|  | Marcatori | Di Criscio 59’ Acuti 88’ |

| Arbitro: | Colelli (Ostia Lido) |

|                                       |           |  |
| Ferrato 4’ Bargi 52’ (rig.) Acuti 71’ | Marcatori |  |

| Arbitro: | Sacco (Novara) |

|  |           |              |
|  | Marcatori | Bettalli 48’ |

| Arbitro: | Travaini (Busto Arsizio) |

|                                     |           |                                 |
| Acuti 20’ Campora 40’ Cuschieri 52’ | Marcatori | 76’ Balducci 84’, 90’ Razzolini |

### Coppa Italia
| Arbitro: | Dallagà (Rovigo) |

|                                                     |           |  |
| Battelani 49’ Söndergaard 84’ Gelmetti 90+3’ (rig.) | Marcatori |  |

## Statistiche

### Statistiche di squadra
| Competizione | Punti | In casa | In casa | In casa | In casa | In casa | In casa | In trasferta | In trasferta | In trasferta | In trasferta | In trasferta | In trasferta | Totale | Totale | Totale | Totale | Totale | Totale | DR  |
| Competizione | Punti | G       | V       | N       | P       | Gf      | Gs      | G            | V            | N            | P            | Gf           | Gs           | G      | V      | N      | P      | Gf     | Gs     | DR  |
| ------------ | ----- | ------- | ------- | ------- | ------- | ------- | ------- | ------------ | ------------ | ------------ | ------------ | ------------ | ------------ | ------ | ------ | ------ | ------ | ------ | ------ | --- |
| Serie B      | 64    | 15      | 9       | 3       | 3       | 37      | 7       | 15           | 11           | 1            | 3            | 34           | 12           | 30     | 20     | 4      | 6      | 71     | 19     | +52 |
| Coppa Italia | -     | -       | -       | -       | -       | -       | -       | 1            | 0            | 0            | 1            | 0            | 3            | 1      | 0      | 0      | 1      | 0      | 3      | -3  |
| Totale       | -     | 15      | 9       | 3       | 3       | 37      | 7       | 16           | 11           | 1            | 4            | 34           | 15           | 31     | 20     | 4      | 7      | 71     | 22     | +49 |

### Andamento in campionato
| Giornata  | 1 | 2 | 3 | 4 | 5 | 6 | 7 | 8 | 9 | 10 | 11 | 12 | 13 | 14 | 15 | 16 | 17 | 18 | 19 | 20 | 21 | 22 | 23 | 24 | 25 | 26 | 27 | 28 | 29 | 30 |
| --------- | - | - | - | - | - | - | - | - | - | -- | -- | -- | -- | -- | -- | -- | -- | -- | -- | -- | -- | -- | -- | -- | -- | -- | -- | -- | -- | -- |
| Luogo     | C | T | C | T | C | T | C | T | C | T  | C  | C  | T  | C  | T  | T  | C  | T  | C  | T  | C  | T  | C  | T  | C  | T  | T  | C  | T  | C  |
| Risultato | V | P | V | V | V | V | P | V | V | V  | P  | V  | V  | V  | V  | V  | N  | V  | P  | N  | V  | P  | N  | V  | V  | P  | V  | V  | V  | N  |
| Posizione | 1 | 6 | 5 | 4 | 3 | 3 | 4 | 3 | 3 | 3  | 4  | 3  | 3  | 3  | 3  | 3  | 3  | 3  | 3  | 3  | 3  | 3  | 3  | 3  | 3  | 4  | 3  | 3  | 3  | 3  |

Legenda:

Luogo: C = Casa; T = Trasferta. Risultato: V = Vittoria; N = Pareggio; P = Sconfitta.

### Statistiche delle giocatrici
| Giocatore       | Serie B  | Serie B | Serie B     | Serie B    | Coppa Italia | Coppa Italia | Coppa Italia | Coppa Italia | Totale   | Totale | Totale      | Totale     |
| Giocatore       | Presenze | Reti    | Ammonizioni | Espulsioni | Presenze     | Reti         | Ammonizioni  | Espulsioni   | Presenze | Reti   | Ammonizioni | Espulsioni |
| --------------- | -------- | ------- | ----------- | ---------- | ------------ | ------------ | ------------ | ------------ | -------- | ------ | ----------- | ---------- |
| G. Abate        | 9        | 1       | 0           | 0          | -            | -            | -            | -            | 9        | 1      | 0           | 0          |
| A. Acuti        | 27       | 12      | 1           | 0          | 1            | 0            | 0            | 0            | 28       | 12     | 1           | 0          |
| C. Bargi        | 30       | 20      | 1           | 0          | 1            | 0            | 0            | 0            | 31       | 20     | 1           | 0          |
| G. Bettalli     | 26       | 3       | 0           | 0          | 1            | 0            | 0            | 0            | 27       | 3      | 0           | 0          |
| A. Bragonzi     | 8        | 0       | 0           | 0          | -            | -            | -            | -            | 8        | 0      | 0           | 0          |
| A. Campora      | 25       | 3       | 0           | 0          | 1            | 0            | 0            | 0            | 26       | 3      | 0           | 0          |
| N. Cinotti      | 12       | 1       | 1           | 0          | -            | -            | -            | -            | 12       | 1      | 1           | 0          |
| R. Cuschieri    | 21       | 3       | 1           | 0          | -            | -            | -            | -            | 21       | 3      | 1           | 0          |
| M. Di Bari      | 23       | 1       | 8           | 0          | 1            | 0            | 0            | 0            | 24       | 1      | 8           | 0          |
| F. Di Criscio   | 19       | 3       | 1           | 0          | 1            | 0            | 0            | 0            | 20       | 3      | 1           | 0          |
| E. Errico       | 11       | 1       | 0           | 0          | -            | -            | -            | -            | 11       | 1      | 0           | 0          |
| A. Ferrara      | 28       | 3       | 0           | 0          | 1            | 0            | 0            | 0            | 29       | 3      | 0           | 0          |
| C. Ferrato      | 30       | 9       | 1           | 0          | 1            | 0            | 0            | 0            | 31       | 9      | 1           | 0          |
| C. Forcinella   | 29       | -16     | 1           | 0          | 1            | -3           | 0            | 0            | 30       | -19    | 1           | 0          |
| G. Giacobbo     | 28       | 3       | 2           | 1          | 1            | 0            | 0            | 0            | 29       | 3      | 2           | 1          |
| H. S. Giles     | 15       | 1       | 1           | 0          | 1            | 0            | 0            | 0            | 16       | 1      | 1           | 0          |
| E. Lipman       | 25       | 0       | 1           | 0          | 1            | 0            | 0            | 0            | 26       | 0      | 1           | 0          |
| S. Lucafò       | 10       | 0       | 0           | 0          | -            | -            | -            | -            | 10       | 0      | 0           | 0          |
| M. Macera       | 2        | -3      | 0           | 0          | -            | -            | -            | -            | 2        | -3     | 0           | 0          |
| L. J. Marchetti | 0        | 0       | 0           | 0          | -            | -            | -            | -            | 0        | 0      | 0           | 0          |
| A. Massa        | 10       | 1       | 0           | 0          | -            | -            | -            | -            | 10       | 1      | 0           | 0          |
| C. Mele         | 28       | 0       | 7           | 0          | 1            | 0            | 0            | 0            | 29       | 0      | 7           | 0          |
| E. Oliva        | 6        | 0       | 0           | 0          | -            | -            | -            | -            | 6        | 0      | 0           | 0          |
| L. Parolo       | 9        | 1       | 0           | 0          | -            | -            | -            | -            | 9        | 1      | 0           | 0          |
| A. Rigaglia     | 16       | 0       | 1           | 0          | -            | -            | -            | -            | 16       | 0      | 1           | 0          |
| A. Rota         | 1        | 0       | 0           | 0          | 1            | 0            | 0            | 0            | 2        | 0      | 0           | 0          |
| L. Tabone       | 0        | 0       | 0           | 0          | -            | -            | -            | -            | 0        | 0      | 0           | 0          |